# Bryan (Texas)
Bryan és una població dels Estats Units a l'estat de Texas. Segons el cens del 2007 tenia 67.266 habitants.

## Demografia
Segons el cens del 2000, Bryan tenia 65.660 habitants, 23.759 habitatges, i 14.873 famílies. La densitat de població era de 584,9 habitants/km².
Dels 23.759 habitatges en un 32,3% hi vivien nens de menys de 18 anys, en un 44,2% hi vivien parelles casades, en un 14% dones solteres, i en un 37,4% no eren unitats familiars. En el 26,1% dels habitatges hi vivien persones soles el 7,7% de les quals corresponia a persones de 65 anys o més que vivien soles. El nombre mitjà de persones vivint en cada habitatge era de 2,65 i el nombre mitjà de persones que vivien en cada família era de 3,27.
Per edats la població es repartia de la següent manera: un 27% tenia menys de 18 anys, un 18,1% entre 18 i 24, un 29,8% entre 25 i 44, un 15,8% de 45 a 60 i un 9,3% 65 anys o més.
L'edat mediana era de 28 anys. Per cada 100 dones de 18 o més anys hi havia 95,7 homes.
La renda mediana per habitatge era de 31.672$ i la renda mediana per família de 41.433$. Els homes tenien una renda mediana de 29.780$ mentre que les dones 22.428$. La renda per capita de la població era de 15.770$. Aproximadament el 15,5% de les famílies i el 22,3% de la població estaven per davall del llindar de pobresa.

## Poblacions més properes
El següent diagrama mostra les poblacions més properes.